# Guillaume VII d'Angoulême
Guillaume VII Taillefer fut comte d'Angoulême de 1181 à 1186. Fils de Guillaume VI Taillefer et de Marguerite de Turenne, il succède à son frère Vulgrin III.
Sans union ni descendance, à sa mort, c'est son frère cadet, Aymar, qui lui succède.